# Apolodoro de Falero
Apolodoro de Falero (en griego antiguo: Ἀπολλόδωρος Φαληρεύς) (nacido en Falero alrededor del año 429 a. C. - fallecido en algún momento del siglo IV a. C.) fue un antiguo estudiante ateniense y destacado seguidor de Sócrates que ha aparecido con frecuencia en la literatura socrática.

## Biografía
Apolodoro nació alrededor del año 429 a. C. en el seno de una rica familia ateniense del demo de Falero. Tenía un hermano, Eartodoro. La información sobre la fecha de nacimiento de Apolodoro se presenta indirectamente en el diálogo de Platón de El banquete, en el cual, el personaje de Apolodoro dice tener la misma edad que el hermano mayor de Platón, Glaucón, nacido alrededor del 429 a. C. Sus contemporáneos lo caracterizaron como "una persona inocente". Al principio se dedicó, con éxito, al comercio. Alrededor del 403 a. C. conoció a Sócrates, abandonó el comercio y se dedicó a la filosofía. En la Apología de Sócrates de Jenofonte, tanto Apolodoro como Antístenes son llamados discípulos que nunca se apartan de Sócrates.
Durante el juicio de Sócrates, junto con otros seguidores del filósofo como Platón o Critón, se ofreció al pago de parte de los 3000 dracmas o "30 minas de plata" a los que se le había condenado a Sócrates. Jenofonte conecta con Apolodoro la famosa respuesta de Sócrates sobre su sentencia. Cuando lamentó que Sócrates fuera juzgado injustamente, éste sonrió y dijo: "Y tú, mi querido Apolodoro, ¿sería más agradable ver que fui sentenciado justamente que injustamente?". Estuvo presente, descrito en Fedón, en la última conversación de Sócrates con sus discípulos, donde se le presenta como el más emotivo de todos los presentes.
Según la tradición de la antigüedad tardía, Apolodoro le propuso a Sócrates, antes de beber el veneno, reemplazar el viejo manto por uno nuevo y elegante. A esto, el filósofo respondió: "¿Era mi propio manto lo suficientemente bueno para vivir y no lo suficientemente bueno para morir en él?". Según la versión de Claudio Eliano, la respuesta de Sócrates sonaba algo diferente: "Este Apolodoro tiene una alta opinión de mí, si puede pensar que después de beber esta copa de salud, seguirá viendo a Sócrates. Al fin y al cabo, si piensa que el que pronto se postrará en el suelo a tus pies soy yo, es evidente que no me conoce en absoluto".
En la literatura científica, ha habido intentos de comparar la personalidad del discípulo de Sócrates con el famoso artista homónimo. Se asumió que tras la muerte de su mentor, Apolodoro se dedicó al arte. Los datos epigráficos, según los cuales un artista llamado Apolodoro trabajó incluso antes de la muerte de Sócrates, contradijeron tal hipótesis.